# Abdul Fatah Iunis
ʿAbd al-Fattāḥ Yūnis al-ʿUbaydī (in arabo عبد الفتاح يونس‎?; Gebel el-Achdar, 1944 – Bengasi, 28 luglio 2011) è stato un generale e politico libico.

## Biografia
ʿAbd al-Fattāḥ Yūnis al-ʿUbaydī (talora ricordato come Abdul Fatah Iunis el-Obeidi) è stato il comandante militare dell'Esercito Nazionale di Liberazione Libico, costituito nel 2011, in Cirenaica e negli altri territori liberati, nell'ambito della guerra civile libica del 2011, in opposizione al regime ultraquarantennale di Muʿammar Gheddafi.
In precedenza era stato ministro dell'interno libico e comandante delle forze speciali.
Secondo le informazioni date dal Consiglio Nazionale Libico in una conferenza stampa ad Al Jazeera, Yunis è stato assassinato il 28 luglio 2011 a Bengasi dopo esser tornato in città per riferire degli sviluppi della guerra a Marsa Brega.